# Lazar Kukić
Lazar Kukić (serbisch-kyrillisch Лазар Кукић; * 12. Dezember 1995 in Belgrad) ist ein serbischer Handballspieler. Der 1,88 m große mittlere Rückraumspieler spielt seit 2024 für den ungarischen Erstligisten OTP Bank-Pick Szeged und steht zudem im Aufgebot der serbischen Nationalmannschaft.

## Karriere

### Verein
Lazar Kukić lernte das Handballspielen beim RK Partizan Belgrad, bei dem er auch in der ersten serbischen Liga debütierte. Mit dem Hauptstadtklub nahm er am EHF Challenge Cup 2016/17 teil. Im Januar 2017 wechselte der Spielmacher zum spanischen Erstligisten CB Ciudad de Logroño, mit dem er in der gleichen Saison noch in der EHF Champions League antrat. In der Liga ASOBAL belegte er mit dem Team den vierten und zweimal den dritten Platz. In der Copa del Rey unterlag der Serbe mit der Mannschaft aus der Region La Rioja im Finale der Saison 2017/18 dem FC Barcelona. Im Sommer 2020 unterschrieb er beim portugiesischen Verein Benfica Lissabon. Mit Benfica erreichte er 2021 und 2022 den dritten Platz in der Andebol 1. In der EHF European League gewann er mit den Hauptstädtern in der Saison 2021/22 den Titel im Finale gegen den SC Magdeburg. Kukić hatte für die Saison 2022/23 einen Vertrag beim belarussischen Serienmeister und Champions-League-Teilnehmer Brest GK Meschkow unterschrieben. Nach dem russischen Überfall auf die Ukraine 2022 und dem damit von der Europäischen Handballföderation verbundenen Ausschluss aller russischen und belarussischen Mannschaften von den Europapokalwettbewerben löste er den Vertrag wieder auf. Ab Juli 2022 stand er beim rumänischen Erstligisten CS Dinamo Bukarest unter Vertrag. Mit Dinamo Bukarest gewann er 2023 die rumänische Meisterschaft und 2024 den rumänischen Pokal. Im Sommer 2024 wechselte er zum ungarischen Erstligisten OTP Bank-Pick Szeged. Mit Szeged gewann er 2025 den ungarischen Pokal.

### Nationalmannschaft
In der serbischen A-Nationalmannschaft debütierte Kukić am 24. Oktober 2018 mit sechs Treffern beim 27:27-Unentschieden in der Qualifikation zur Europameisterschaft 2020 gegen Belgien. Bei der Weltmeisterschaft 2019 warf er 20 Tore in sieben Spielen und belegte mit dem Team den 18. Platz bei 24 Mannschaften. Bei der Europameisterschaft 2020 erzielte der Rückraumspieler elf Tore in drei Einsätzen und kam mit der Auswahl nur auf den 20 Rang bei 24 Teilnehmern. Bei der Europameisterschaft 2022 warf er 15 Tore in drei Partien und belegte mit Serbien Platz 7 von 24 Teams. Bisher bestritt er 39 Länderspiele, in denen er 92 Tore erzielte.